# Sascut
Sascut – wieś w Rumunii, w okręgu Bacău, w gminie Sascut. W 2011 roku liczyła 1803 mieszkańców.